# أبو حكفة الشمالي
أبو حكفة الشمالي قرية في ناحية قرى مركز المخرم التابعة لمنطقة المخرم في محافظة حمص في سورية.